# Adactylotis inquinataria
Adactylotis inquinataria är en fjärilsart som beskrevs av Jean Baptiste Boisduval 1840. Adactylotis inquinataria ingår i släktet Adactylotis och familjen mätare. Inga underarter finns listade i Catalogue of Life.